# Ланггорн-Манор (Пенсільванія)
Ланггорн-Манор (англ. Langhorne Manor) — місто (англ. borough) в США, в окрузі Бакс штату Пенсільванія. Населення — 1496 осіб (2020).

## Географія
Ланггорн-Манор розташований за координатами 40°9′57″ пн. ш. 74°55′6″ зх. д. / 40.16583° пн. ш. 74.91833° зх. д. (40.165957, -74.918253).  За даними Бюро перепису населення США в 2010 році місто мало площу 1,56 км², з яких 1,55 км² — суходіл та 0,01 км² — водойми.

### Клімат
| Клімат : Ланггорн-Манор | Клімат : Ланггорн-Манор | Клімат : Ланггорн-Манор | Клімат : Ланггорн-Манор | Клімат : Ланггорн-Манор | Клімат : Ланггорн-Манор | Клімат : Ланггорн-Манор | Клімат : Ланггорн-Манор | Клімат : Ланггорн-Манор | Клімат : Ланггорн-Манор | Клімат : Ланггорн-Манор | Клімат : Ланггорн-Манор | Клімат : Ланггорн-Манор | Клімат : Ланггорн-Манор |
| Показник                | Січ.                    | Лют.                    | Бер.                    | Квіт.                   | Трав.                   | Черв.                   | Лип.                    | Серп.                   | Вер.                    | Жовт.                   | Лист.                   | Груд.                   | Рік                     |
| Абсолютний максимум, °C | 22,0                    | 25,4                    | 30,8                    | 34,7                    | 35,2                    | 35,9                    | 39,3                    | 38,0                    | 36,9                    | 31,3                    | 27,3                    | 24,4                    | 39,3                    |
| Середній максимум, °C   | 4,5                     | 6,3                     | 10,9                    | 17,5                    | 22,8                    | 27,9                    | 30,2                    | 29,3                    | 25,5                    | 19,2                    | 13,1                    | 6,9                     | 17,9                    |
| Середня температура, °C | −0,1                    | 1,4                     | 5,5                     | 11,4                    | 16,7                    | 21,9                    | 24,5                    | 23,7                    | 19,7                    | 13,3                    | 7,9                     | 2,4                     | 12,4                    |
| Середній мінімум, °C    | −4,6                    | −3,5                    | 0,1                     | 5,4                     | 10,6                    | 16,1                    | 18,8                    | 18,1                    | 13,9                    | 7,3                     | 2,7                     | −2,1                    | 6,9                     |
| Абсолютний мінімум, °C  | −23,3                   | −19,1                   | −15,5                   | −7,7                    | 0,9                     | 5,8                     | 9,2                     | 6,3                     | 2,4                     | −3,6                    | −10,8                   | −17,7                   | −23,3                   |
| Норма опадів, мм        | 90                      | 70                      | 107                     | 100                     | 109                     | 109                     | 131                     | 110                     | 110                     | 96                      | 90                      | 102                     | 1224                    |
| Вологість повітря, %    | 65.6                    | 62.5                    | 58.0                    | 57.5                    | 61.9                    | 65.9                    | 66.2                    | 68.6                    | 69.8                    | 68.8                    | 67.4                    | 67.6                    | 65.0                    |
| ----------------------- | ----------------------- | ----------------------- | ----------------------- | ----------------------- | ----------------------- | ----------------------- | ----------------------- | ----------------------- | ----------------------- | ----------------------- | ----------------------- | ----------------------- | ----------------------- |
| Джерело: PRISM          |                         |                         |                         |                         |                         |                         |                         |                         |                         |                         |                         |                         |                         |

## Демографія
Згідно з переписом 2010 року, у селищі мешкали 1442 особи в 315 домогосподарствах у складі 232 родин. Густота населення становила 924 особи/км².  Було 326 помешкань (209/км²).
Расовий склад населення:
| - 92,1 % — білих - 4,1 % — чорних або афроамериканців - 1,5 % — азіатів - 0,2 % — корінних американців |

До двох чи більше рас належало 1,7 %. Частка іспаномовних становила 3,3 % від усіх жителів.
За віковим діапазоном населення розподілялося таким чином: 12,8 % — особи молодші 18 років, 71,9 % — особи у віці 18—64 років, 15,3 % — особи у віці 65 років та старші. Медіана віку мешканця становила 27,7 року. На 100 осіб жіночої статі у селищі припадало 85,3 чоловіків;  на 100 жінок у віці від 18 років та старших — 83,4 чоловіків також старших 18 років.
Середній дохід на одне домашнє господарство  становив 126 517 доларів США (медіана — 90 625), а середній дохід на одну сім'ю — 131 127 доларів (медіана — 108 958). Медіана доходів становила 71 563 долари для чоловіків та 48 750 доларів для жінок. За межею бідності перебувало 10,9 % осіб, у тому числі 8,5 % дітей у віці до 18 років та 0,0 % осіб у віці 65 років та старших.
Цивільне працевлаштоване населення становило 772 особи. Основні галузі зайнятості: освіта, охорона здоров'я та соціальна допомога — 29,3 %, мистецтво, розваги та відпочинок — 18,5 %, роздрібна торгівля — 15,9 %.